# 1582 en littérature
| Années de la littérature : 1579 - 1580 - 1581 - 1582 - 1583 - 1584 - 1585    |
| Décennies de la littérature : 1550 - 1560 - 1570 - 1580 - 1590 - 1600 - 1610 |

Cet article présente les faits marquants de l'année 1582 en littérature.

## Événements
- Entre le 21 et le 27 février : Meleager (« Méléagre »), tragédie latine de William Gager est jouée pour la première fois au Christ Church College, à Oxford[1].
- 24 février : représentation à Adria deCalisto, drame pastoral de Luigi Groto, imprimée en 1583[2].
- 28 novembre : William Shakespeare (1564-1616) épouse Anne Hathaway[3].

- Melchior Khlesl rédige une Instruction pastorale[4].

## Parutions
- Charles Borromée publie les Acta Ecclesiae Mediolanensis, un recueil de décrets disciplinaires largement diffusé par le Saint-Siège[5].
- Publication à Reims du Nouveau Testament catholique anglais « de Reims-Douai ». La Bible complète est publié en 1609-1610[6].
- Rerum scoticarum Historia, de George Buchanan[7].

- Richard Hakluyt publie à Londres chez Thomas Woodcocke Divers Voyages Touching the Discoverie of America and the Ilands Adjacent[8].

- Bradamante, tragicomédie de Robert Garnier, est publiée à Paris chez Mamert Patisson[9].

## Naissances
- 28 janvier : John Barclay, écrivain écossais d'expression latine († 1621).
- 21 novembre : François Maynard, poète français († 1646).

## Décès
- 26 janvier : Thomas Platter, dit le Vieux, humaniste suisse, né le 10 février 1499.
- 28 septembre : George Buchanan, humaniste écossais.
- 4 octobre : Thérèse d'Avila.

- Wu Cheng'en, écrivain chinois de la dynastie Ming (° 1500) auteur du roman La Pérégrination vers l'Ouest (西遊記).